# Thomas Arne
Thomas Augustine Arne (12. marts 1710 i London – 5. marts 1778 i London) var en engelsk komponist og violinist.
Thomas Arnes far og farfar var møbelpolstrere. Farfaderen oplevede mindre gunstige tider og døde i gældsfængsel, mens faderen tjente så godt, at familien boede i et stort hus i Covent Garden, og sønnen Thomas blev jurist fra Eton College. 
Thomas Arne var som barn meget optaget af musik. Han lærte at spille violin af komponisten og violinisten Michael Festing, der også tog den unge Arne med til forskellige musikalske begivenheder. I stedet for at blive advokat efter endt uddannelse i 1732 fik Arne overtalt sin far til, at han måtte forfølge en musikalsk karriere. Han begyndte med at undervise sine yngre søskende, Richard og Susanna Maria, i sang. De tre optrådte i april 1732 i Händels Acis og Galates på Haymarket theatre. Thomas Arnes søskende optrådte også i hans første kompositioner, som for størstedelen er gået tabt.
I 1736 blev Thomas Arne gift med sopranen Cecilia Young. I de følgende år etablerede Arne sig som komponist med en række populære maskerader: i The Masque of Althredwhich fra 1740 findes sangen Rule, Britannia, der er Arnes mest berømte. Samme år begyndte han at komponere musik til en lang række af Shakespeares skuespil.
Thomas Arne komponerede også oratorier og symfonier.